# Catocala zillah
Catocala zillah är en fjärilsart som beskrevs av John Kern Strecker 1877. Catocala zillah ingår i släktet Catocala och familjen nattflyn. Inga underarter finns listade i Catalogue of Life.